# Nikki Kaye
Nikki Kaye   (Auckland, 11 de febrer de 1980 - 23 de novembre de 2024) va ser una política neozelandesa que va exercir com a líder del Partit Nacional de Nova Zelanda i cap de l'oposició del 22 de maig de 2020 al 14 de juliol de 2020.
Kaye va ser membre de la Cambra de Representants de Nova Zelanda representant la circumscripció electoral d'Auckland Central des de les eleccions de 2008 fins al 2020. El gener del 2013 va ser incorporada al gabinet del primer ministre John Key, que li va donar les carteres de seguretat alimentària, defensa civil i afers de la joventut, i ministra adjunta d'Educació i Immigració. El setembre de 2016 va agafar la baixa per malaltia degut a un tractament del càncer de mama que patia, i va tornar al Parlament a principis de 2017 per reprendre les funcions.
Kaye va anunciar el 16 de juliol de 2020 que deixaria la política a les següents eleccions.

## Inicis
Kaye va néixer l'11 de febrer de 1980 a Auckland i en aquesta ciutat va créixer, específicament als barris d'Epsom i Kohimarama. Va anar a l'Escola Corran (Corran School) i després a la Universitat d'Otago d'on es graduà el 2002 amb un BSc en genètica i el 2010 amb un LLB.
Kaye va fer-se membre del Partit Nacional el 1998. El 2002 Kaye va començar a treballar per Bill English en l'oficina del Líder de l'Oposició com a investigadora de polítiques. El 2003 se n'anà al Regne Unit on treballaria com a gerenta de projecte a Enfield i Bromley i després a Transport for London. També treballaria per al banc escocès HBOS.

## Diputada
| Parlament de Nova Zelanda |      |                  |        |          |
| Anys                      | Leg. | Circumscripció   | Llista | Partit   |
| 2008-2011                 | 49   | Auckland Central | 57     | Nacional |
| 2011-2017                 | 50   | Auckland Central | 33     | Nacional |

Kaye se'n tornà a Nova Zelanda el 2007 i per a les eleccions de 2008 fou la candidata del Partit Nacional a la circumscripció electoral d'Auckland Central. Fou capaç de derrotar a Judith Tizard del Partit Laborista, diputada per Auckland Central entre 1996 i 2008. En les eleccions de 2011 hi guanyà de nou, aquest cop per sobre de Jacinda Ardern.

### Ministra
El 22 de gener de 2012 el primer ministre John Key anuncià un canvi en el gabinet en el qual Kaye fou nomenada ministra. Començà a exercir com a Ministra de Seguretat Alimentària, Ministra de Defensa Civil i Ministra d'Afers Joves. Fou precedida per Kate Wilkinson, Chris Tremain i Paula Bennett respectivament.